# Dorstenia prorepens
Espèce
Synonymes
- Dorstenia prorepens var. robustior Rendle[1]

Statut de conservation UICN

 VU B2ab(iii) : Vulnérable
Dorstenia prorepens Engl. est une espèce de plantes à fleurs de la famille des Moraceae et du genre Dorstenia, présente en Afrique tropicale.

## Description
C'est une herbe pouvant atteindre 40 cm de hauteur.

## Distribution
Le premier spécimen a été récolté au Cameroun en février 1891 par Paul Rudolph Preuss, en fleurs, au nord-ouest de Buéa, à une altitude d'environ 1 500 m.
Puis l'espèce a été observée principalement à l'ouest et au sud du Cameroun, également au sud-est du Nigeria. Sa présence sur l'île de Bioko en Guinée équatoriale est évoquée dans certaines sources, mais il est apparu qu'il s'agissait d'une erreur.

## Utilisation
Elle est utilisée à des fins médicinales, notamment pour soigner la conjonctivite chez les Edo.